# Кейп-Мей (город)
Кейп-Мей (англ. Cape May, Мыс Мей) — город (city) в округе Кейп-Мей в штате Нью-Джерси. Город находится на одноимённом полуострове на берегу Атлантического океана и является самым южным населённым пунктом штата.
Название происходит от имени первого губернатора провинции Новые Нидерланды, Корнелиуса Мэя (Cornelius Jacobszoon May).
Кейп-Мей - популярный летний курорт, находящийся в субтропическом океаническом климате. Вдоль всего берега океана на территории города тянется песчаный пляж, входящий в число 10 лучших пляжей США по версии Travel Channel. Население города, составляющее (на 2010) 3 607 человек, увеличивается в летнее время до 40 000.